# جاي ماك لوف
جاي ماك لوف (بالإنجليزية: Jay Mack Love)‏ هو مدير فني أمريكي، ولد في 15 مايو 1883 في آيوا في الولايات المتحدة، وتوفي في 16 سبتمبر 1935.